# Bernhard Stoewer
Bernhard Stoewer (* 16. April 1834 in Pyritz; † 4. Juli 1908 in Ems) war ein deutscher Mechaniker und Unternehmer. Er gründete die in Stettin ansässige Firma Stoewer und bewies ein Gespür für neue und unbekannte Produkte, die später sehr populär wurden.

## Leben
Bernhard Stoewer erlernte nach dem Besuch der Schule in Pommern den Beruf des Mechanikers und Büchsenmachers. 1857 gründete er in Greifenhagen eine Mechanikerwerkstatt. Nachdem es ihm bei der Stettiner Militärverwaltung gelungen war, eine Nähmaschine zu reparieren, siedelte er 1858 in die Provinzhauptstadt über. In seiner Reparaturwerkstatt in der Breiten Straße 10 begann er im selben Jahr die Produktion von Nähmaschinen.
1865 erhielt Stoewer auf der Gewerbe- und Industrie-Ausstellung in Stettin sein erstes Diplom für mehrere seiner Maschinen. 1871 ließ er in der Warsower Straße / Ecke Nemitzer Straße seine erste Fabrik mit Wohnhaus errichten. 1881 wurde sein Schwiegersohn Carl Wasmuth Teilhaber. 
1893 begann Stoewer mit der Produktion von Fahrrädern und wandelte 1896 seinen Betrieb in eine Aktiengesellschaft um. Im gleichen Jahr gründete er seine zweite Firma, das „Stettiner Eisenwerk Bernhard Stoewer sen.“, in der seine Söhne Emil und Bernhard in leitender Stellung arbeiteten. Hier wurden zunächst Werkzeugmaschinen und Fahrradteile produziert, bald wandten sich die Söhne dem Fahrzeugbau zu. 
Bernhard Stoewer senior begann 1903 mit der Produktion von Schreibmaschinen. Eine seiner Maschinen wurde 1907 auf der Schreibmaschinen-Ausstellung in Venedig mit einer Goldmedaille ausgezeichnet.
Nachdem Bernhard Stoewer am 2. April 1908 sein 50-jähriges Geschäftsjubiläum gefeiert hatte, zog er sich nach Ems zurück, wo er wenige Wochen später starb. 